# Euscelus scutellatus
Euscelus scutellatus es una especie de coleóptero de la familia Attelabidae.

## Distribución geográfica
Habita en La Española, Trinidad y Tobago y Cuba.